# P-Benzochinondioxim
p-Benzochinondioxim ist eine chemische Verbindung aus der Gruppe der Oxime.

## Gewinnung und Darstellung
p-Benzochinondioxim kann durch Reaktion von Reaktion zwischen p-Benzochinon und einem Überschuss an Hydroxylamin gewonnen werden.

## Eigenschaften
p-Benzochinondioxim ist ein grauer Feststoff, der löslich in Wasser ist.

## Verwendung
p-Benzochinondioxim wird als Vulkanisationsmittel oder Vernetzungsmittel für Gummi und bei der oxidativen Regeneration einer Vielzahl von Carbonylverbindungen aus ihren Oximen unter Verwendung von Superoxidionen verwendet, die in situ durch die Phasentransferreaktion zwischen Kaliumsuperoxid und 18-Krone-6 erzeugt wurden.